# Nan Hayworth
Nan Alison Hayworth, nata Sutter (Chicago, 14 dicembre 1959), è una politica e medico statunitense, membro della Camera dei Rappresentanti per lo stato di New York dal 2011 al 2013.

## Biografia
Nata a Chicago, la Hayworth fu cresciuta nell'Indiana. I suoi genitori erano veterani della Seconda guerra mondiale e sua madre era un'immigrata inglese. La Hayworth frequentò Princeton e si specializzò in oftalmologia. Durante gli studi conobbe il marito Scott, che sposò nel 1981 e da cui ebbe due figli.
Nel 2010, appoggiata dal Partito Repubblicano e dall'ex-sindaco di New York Rudy Giuliani, la Hayworth si candidò alla Camera dei Rappresentanti e vinse le elezioni con il 53% dei voti.
Due anni dopo la Hayworth chiese un secondo mandato agli elettori, ma venne sconfitta di misura dall'avversario democratico Sean Patrick Maloney, un ex collaboratore del Presidente Clinton.